# 赵凡 (1916年)
赵凡（1916年2月—2010年4月14日），原名赵有成，男，河南鄢陵人，中华人民共和国政治人物。

## 生平
早年参加抗日战争，担任雁北地委常委兼灵丘县委书记、应县县委书记、雁北支队政委。后担任中共北京市委农村工作部部长，中共北京市委常委、副市长、市委书记处书记。文化大革命期间受到迫害。
1978年，担任农林部副部长兼国家农垦总局局长，农垦部副部长，任内推动知识青年返城潮。2008年10月17日，中国工会十五大在北京开幕，大会选举他出任主席团委员。
2010年去世。